# Asterogyne
Asterogyne là một chi thực vật có hoa thuộc họ Arecaceae. 
Chi này có các loài sau:
- Asterogyne martiana
- Asterogyne ramosa
- Asterogyne spicata
- Asterogyne yaracuyense